# Callophrys apama
Callophrys apama är en fjärilsart som beskrevs av Edwards 1882. Callophrys apama ingår i släktet Callophrys och familjen juvelvingar. Inga underarter finns listade i Catalogue of Life.